# Deutsche Leichtathletik-Meisterschaften 1931
Die 33. Deutschen Leichtathletik-Meisterschaften fanden am 1. und 2. August 1931 statt. Die Frauenwettbewerbe wurden in Magdeburg, die Wettbewerbe der Männer wie im Vorjahr in Berlin ausgetragen.

## Wettbewerbsprogramm
Im Wettkampfprogramm gab es vier zusätzliche Angebote für die Männer:
- 3 × 1000-m-Staffel – Diese Staffeldistanz war vier Jahre lang nicht ausgetragen worden und wurde in den folgenden sieben Jahren wieder gestrichen.
- Dreisprung
- Steinstoßen
- Schleuderballwurf

Die letztgenannten drei Disziplinen wurden jeweils zum ersten Mal ausgetragen.

## Ausgelagerte Disziplinen
Einige Wettbewerbe wurden ausgelagert:
- Waldlauf mit Einzel- und Mannschaftswertung: Hannover, 26. April
- 4 × 1500-m-Staffel: Braunschweig, 16. August
- 3 × 1000-m-Staffel: Bitterfeld, 20. September
- 50-km-Gehen mit Einzel- und Mannschaftswertung: München, 4. Oktober – einziger Gehwettbewerb im Meisterschaftsprogramm

## Rekorde
Es gab drei neue deutsche Rekorde (DR):
- Zehnkampf: 7874,605 P nach der damals gültigen Wertung von 1912 (umgerechnet nach der heute gültigen Tabelle von 1985: 6492 P) – Hans-Heinrich Sievert (Eimsbütteler TV)
- 200-Meter-Lauf: 25,2 s – Marie Dollinger (1. FC Nürnberg)
- Diskuswurf: 39,61 m – Paula Mollenhauer (SC Victoria Hamburg)

## Ergebnisübersichten
Die folgenden beiden Übersichten fassen die Medaillengewinner und -gewinnerinnen aller Wettbewerbe von 1931 zusammen.

### Medaillengewinner Männer
| Disziplin                                   | Gold                                                                          | Leistung                  | Silber                                                                     | Leistung              | Bronze                                                                     | Leistung              |
| ------------------------------------------- | ----------------------------------------------------------------------------- | ------------------------- | -------------------------------------------------------------------------- | --------------------- | -------------------------------------------------------------------------- | --------------------- |
| 100 m                                       | Arthur Jonath (TuS Bochum 08)                                                 | 10,8 s000                 | Friedrich Hendrix (Schwarz-Rot Aachen)                                     | 10,9 s000             | Ernst Geerling (Eintracht Frankfurt)                                       | 11,0 s000             |
| 200 m                                       | Arthur Jonath (TuS Bochum 08)                                                 | 22,2 s000                 | Helmut Körnig (SCC Berlin)                                                 | 22,2 s000             | Ernst Geerling (Eintracht Frankfurt)                                       | 22,4 s000             |
| 400 m                                       | Adolf Metzner (Eintracht Frankfurt)                                           | 48,4 s000                 | Joachim Büchner (VfB Leipzig)                                              | 48,8 s000             | Heinz Bergmann (TuS Duisburg 48/99)                                        | 49,2 s000             |
| 800 m                                       | Otto Peltzer (SC Preußen Stettin)                                             | 1:58,9 min                | Max Danz (SCC Berlin)                                                      | 1:59,4 min            | Friedrich Kaufmann (DHC Hannover)                                          | 1:59,9 min            |
| 1500 m                                      | Helmuth Krause (SC Teutonia 99 Berlin)                                        | 3:57,6 min                | Hans Wichmann (SCC Berlin)                                                 | 3:57,6 min            | Fritz Schilgen (ASC Darmstadt)                                             | 3:59,2 min            |
| 5000 m                                      | Fritz Schaumburg (Polizei SV Oberhausen)                                      | 15:04,7 min               | Max Syring (KTV Wittenberg)                                                | 15:13,2 min           | Otto Petri (DSV Hannover 1878)                                             | 15:17,9 min           |
| 10.000 m                                    | Otto Petri (DSV Hannover 1878)                                                | 31:59,2 min               | Erich Kraft (VfB Leipzig)                                                  | 32:06,6 min           | Heinrich Mollitor (Polizei SV Berlin)                                      | 32:23,2 min           |
| Marathon                                    | Paul de Bruyn (Berliner SC)                                                   | 2:47:19,3 h000            | Erich Geisler (SCC Berlin)                                                 | 2:48:37,2 h000        | Franz Wanderer (VfL Potsdamer Sportfreunde)                                | 2:49:09,3 h000        |
| 110 m Hürden                                | Ferdinand Beschetznick (DSC Berlin)                                           | 15,0 s000                 | Erwin Wegner (TSV Schöneberg Berlin)                                       | 15,7 s000             | Heinrich Troßbach (Berliner SC)                                            | 15,8 s000             |
| 400 m Hürden                                | Willi Schumann (DSC Berlin)                                                   | 56,1 s000                 | Willi Kürten (Düsseldorfer SC 99)                                          | 56,2 s000             | Devert Klar (Polizei SV Berlin)                                            | 57,3 s000             |
| 4 × 100 m Staffel                           | Eintracht FrankfurtEugen Eldracher Willi Welscher Max Mährlein Ernst Geerling | 41,6 s000                 | SCC BerlinHelmut Körnig Grosser Schliersch Hermann Schlöske                | 41,9 s000             | TuS Bochum 08Mense Schumacher Erich Borchmeyer Arthur Jonath               | 42,0 s000             |
| 4 × 400 m Staffel                           | Hamburger SVHenne Mangolt von Eberstein Egon Schein Herbert Benecke           | 3:20,6 min                | TSV Zehlendorf 88 BerlinHorst Asseyer Schwartner Bartens Kurt Katzorke     | 3:21,1 min            | Kölner BC 01Matz Weber Eugen Dielefeld Hans Nöller Josef Kremer            | 3:21,4 min            |
| 3 × 1000 m Staffel                          | SCC BerlinHerbert Gottschalk Hans Wichmann Max Danz                           | 7:48,1 min                | Polizeischule BrandenburgMöller Bukh Kurt Abraham                          | 7:51,7 min            | SC Victoria HamburgHans Herich Karl Dahlmann Erich Patzwahl                | 7:58,9 min            |
| 4 × 1500 m Staffel                          | SCC BerlinHerbert Gottschalk Karl Otto Horst Bansemer Hans Wichmann           | 16:30,6 min               | DSV 1878 HannoverBruno Lange Siegfried Dieckmann Otto Petri Wilhelm Boltze | 16:33,2 min           | Stuttgarter KickersWolfgang Dessecker Alwin Paul Erich Arnold Leopold Rath | 17:02,2 min           |
| 50-km-Gehen                                 | Franz Reichel (SC Bajuwaren München)                                          | 4:40:45 h0000             | Karl Hähnel (Schwarz-Weiß Erfurt)                                          | 4:49:52 h0000         | Paul Sievert (Reichsbahn-SV Berlin)                                        | 4:57:17 h0000         |
| 50-km-Gehen, Mannschaftswertung             | SCC BerlinCarl Brockmann William Schnitt Fietz                                | 10 P (Plätze 4/5/8)       | SC Bajuwaren MünchenFranz Reichel Fasold Siegel                            | 15 P (Plätze 1/9/11)  | Duisburger SV 1900Loges Bader Stapper                                      | 20 P (Plätze 6/10/14) |
| Hochsprung                                  | Fritz Köpke (SC Preußen Stettin)                                              | 1,86 m                    | Werner Bornhöfft (ATV Limbach)                                             | 1,86 m                | Otto Betz (DSC Berlin)                                                     | 1,86 m                |
| Stabhochsprung                              | Gustav Wegner (VfL Halle 1896)                                                | 4,04 m                    | Julius Müller (TG Rottenburg)                                              | 3,80 m                | Siegfried Schulz (Berliner Turnerschaft)                                   | 3,80 m                |
| Weitsprung                                  | Kurt Mölle (Kölner BC 01)                                                     | 7,47 m                    | Erich Köchermann (SC Victoria Hamburg)                                     | 7,44 m                | Erich Biebach (Polizei SV Halle)                                           | 7,17 m                |
| Dreisprung                                  | Willi Drechsel (ATV Thalheim)                                                 | 13,72 m                   | Wilhelm Sälzer (Sportfreunde Hamm/Sieg)                                    | 13,60 m               | Franz Ebner (1. FC Schweinfurt 05)                                         | 13,38 m               |
| Kugelstoßen                                 | Emil Hirschfeld (SV Hindenburg Allenstein)                                    | 15,56 m                   | Willi Schneider (SC Opel Rüsselsheim)                                      | 14,23 m               | Alfred Lingnau (TuS Eintracht Dortmund)                                    | 14,11 m               |
| Steinstoßen                                 | Alfred Lingnau (TuS Eintracht Dortmund)                                       | 10,75 m                   | Sebastian Lorber (MTV Bamberg)                                             | 9,82 m                | Erich Reymann (MSV Wünsdorf)                                               | 9,73 m                |
| Diskuswurf                                  | Hans Hoffmeister (SC Münster 08)                                              | 45,48 m                   | Hans-Heinrich Sievert (Eimsbütteler TV)                                    | 45,22 m               | Ernst Heynen (TV Westerstede)                                              | 41,69 m               |
| Hammerwurf                                  | Josef Mang (SSV Jahn Regensburg)                                              | 43,86 m                   | Josef Steinberger (SSV Jahn Regensburg)                                    | 43,85 m               | Otto Grimm (Preußen Paderborn)                                             | 42,31 m               |
| Speerwurf                                   | Bruno Mäser (SpVgg ASCO Königsberg)                                           | 63,65 m                   | Erich Dinkler (TV 78 Heidelberg)                                           | 61,62 m               | Gottfried Weimann (SC Wacker Leipzig)                                      | 61,34 m               |
| Schleuderballwurf                           | Friedrich Wegener (Kieler TV)                                                 | 68,53 m                   | Erich Reymann (MSV Wünsdorf)                                               | 67,59 m               | Ernst Heynen (TV Westerstede)                                              | 67,21 m               |
| Zehnkampf, 1912er W. 2. Zeile: 1985er Wert. | Hans-Heinrich Sievert (Eimsbütteler TV)                                       | 7874,605 P DR (6575 P)000 | Hans Fritsch (SV Darkehmen)                                                | 7636,375 P (6392 P)   | Hermann Lemperle (SC Köln-Marienburg)                                      | 7097,280 P (6072 P)   |
| Waldlauf – ca. 10.000 m                     | Otto Kohn (SCC Berlin)                                                        | 34:16,2 min               | Heinrich Mollitor (Polizei SV Berlin)                                      | 34:37,8 min           | Hermann Helber (Reichsbahn SV Stuttgart)                                   | 35:00,2 min           |
| Waldlauf, Mannschaftswertung                | Polizei SV BerlinHeinrich Mollitor Friedrich Schaumburg Oskar Behnke          | 16 P (Plätze 2/8/13)      | Polizei SV HamburgWilli Dreckmann Wilhelm Husen Ernst Fahrenkrug           | 26 P (Plätze 5/15/16) | DSV Hannover 1878Otto Petri Wilhelm Boltze Siegfried Dieckmann             | ? P (Plätze 7/10/27)  |

### Medaillengewinnerinnen Frauen
| Disziplin                                      | Gold                                                                          | Leistung       | Silber                                                                | Leistung       | Bronze                                                 | Leistung       |
| ---------------------------------------------- | ----------------------------------------------------------------------------- | -------------- | --------------------------------------------------------------------- | -------------- | ------------------------------------------------------ | -------------- |
| 100 m                                          | Leni Thymm (ATV Leipzig 1845)                                                 | 12,0 s000      | Rosa Kellner (TSV 1860 München)                                       | 12,2 s00       | Käthe Krauß (Dresdner SC)                              | 12,2 s00       |
| 200 m                                          | Marie Dollinger (1. FC Nürnberg)                                              | 25,2 s DR      | Käthe Krauß (Dresdner SC)                                             | 25,5 s00       | Detta Lorenz geb. Lutz (Eintracht Frankfurt)           | 25,6 s00       |
| 800 m                                          | Marie Dollinger (1. FC Nürnberg)                                              | 2:16,8 min0    | Lina Radke geb. Batschauer (VfB Breslau)                              | 2:18,8 min     | Ella Bonacker (SpVgg ASCO Königsberg)                  | 2:27,6 min     |
| 80 m Hürden                                    | Gerda Pirch (SCC Berlin)                                                      | 12,3 s000      | Emmi Haux (Eintracht Frankfurt)                                       | 12,3 s00       | Ursula Birkholz (DSC Breslau)                          | 12,3 s00       |
| 4 × 100 m Staffel                              | Eintracht FrankfurtEmmi Haux Tilly Fleischer Detta Lorenz geb. Lutz Bernhardt | 50,0 s000      | TSV 1860 MünchenLuise Holzer Margit Hample Agathe Karrer Rosa Kellner | 50,2 s00       | Dresdner SCSchmiedel Käthe Krauß Grande Marianne Stryk | 50,5 s00       |
| Hochsprung                                     | Selma Grieme (Sportfreunde Bremen)                                            | 1,50 m000      | Inge Braumüller (DOSC Berlin)                                         | 1,45 m         | Hildegard Hach (SC Erfurt)                             | 1,45 m         |
| Weitsprung                                     | Felicitas Schlarp (Post SV Köln)                                              | 5,61 m000      | Hertha Wolff (TB Wandsbek Hamburg)                                    | 5,52 m         | Erna Steinberg (SC Brandenburg Berlin)                 | 5,47 m         |
| Kugelstoßen                                    | Grete Heublein (SuS Barmen)                                                   | 12,70 m000     | Hermine Wüst (TV 1883 Mundenheim)                                     | 12,37 m        | Rosel Windsheimer (TG Würzburg)                        | 12,21 m        |
| Diskuswurf                                     | Paula Mollenhauer (SC Victoria Hamburg)                                       | 39,61 m DR     | Grete Heublein (SuS Barmen)                                           | 38,82 m        | Milly Reuter (SC Frankfurt 1880)                       | 37,83 m        |
| Speerwurf                                      | Ellen Braumüller (DOSC Berlin)                                                | 39,85 m000     | Elisabeth Schumann (Schwarz-Weiß Essen)                               | 39,77 m        | Tilly Fleischer (Eintracht Frankfurt)                  | 38,56 m        |
| Schlagballwurf                                 | Uebler (TV Südende Berlin)                                                    | 70,00 m000     | Bachner (TV Frankfurt/Oder 1860)                                      | 68,23 m        | Marie-Luise Richters (TV Wischhafen)                   | 67,72 m        |
| Fünfkampf, offiz. Wert. 2. Zeile: 1980er Wert. | Ellen Braumüller (DOSC Berlin)                                                | 395 P (3127 P) | Gisela Mauermayer (TV München-Neuhausen)                              | 330 P (2980 P) | Selma Grieme (Sportfreunde Bremen)                     | 307 P (2929 P) |

## Fotolink
- Foto der Deutschen Meisterin 100-m-Lauf 1931 Leni Thymm, später verheiratete Junker auf akg-images.de, abgerufen am 29. März 2021